# Cheilosia andalusiaca
Cheilosia andalusiaca es una especie de sírfido. Es endémica de la España peninsular.